# Tung mung kei yuen
Tung mung kei yuen (童梦奇缘), comercialitzada internacionalment com Wait 'til You're Older, és una pel·lícula de fantasia de comèdia dramàtica de Hong Kong del 2005 produïda i dirigida per Teddy Chan i protagonitzada per Andy Lau.

## Argument
Chan Chi-kwong (Howard Sit) és un nen jove que viu amb el seu pare (Felix Wong) i la seva madrastra (Karen Mok). Culpa a la seva madrastra del suïcidi de la seva mare 3 anys abans i fuig contínuament de casa. Un dia, mentre caminava cap a l'escola, coneix un vell excèntric (Feng Xiaogang) al parc que per accident aboca una poció màgica que ha creat per un desguàs. L'endemà, un arbre enorme ha crescut d'una plàntula al desguàs. Kwong va a casa de l'home i roba la poció, cau i la trenca mentre intenta fugir. Una part de la poció entra en un tall a la seva mà i l'endemà es desperta i descobreix que ha arribat als 20 anys de la nit al dia. Kwong (Andy Lau) està encantat d'haver-se convertit en un adult i que finalment pugui fugir de casa sense ser reconegut. A mesura que es fa gran cada dia, aprèn més sobre com ser adult i sobre les situacions dels que l'envolten.

## Repartiment
- Andy Lau com a Chan Chi-kwong
  - Howard Sit com el jove Chan Chi-kwong
- Karen Mok com a Tsui Mun
- Felix Wong com a Chan Man
- Cherrie Ying com a Miss Lee
- Gordon Lam com a vicedirector com a Chow
- Chim Pui-ho com a Ós
- Jacky Wong com a Billy
- Feng Xiaogang com a Bum, el vagabund (aspecte especial)
- Li Bingbing com a mare de Kwong (aspecte de convidat)
- Chapman To com a policia (aparició de convidat)
- Kristal Tin com a dona policia (aspecte de convidat)
- Nicola Cheung com a Miss Wong (aparició de convidada)
- Simon So com a Jack, el capità de l'equip de bàsquet
- Joe Cheung com a Joe
- Lee Yee-man com a dama de la cervesa.

## Premis i nominacions
| Premis i nominacions                                           | Premis i nominacions                 | Premis i nominacions                                                                     | Premis i nominacions |
| Cerimònia                                                      | Categoria                            | Receptor                                                                                 | Resultat             |
| -------------------------------------------------------------- | ------------------------------------ | ---------------------------------------------------------------------------------------- | -------------------- |
| 25ns Premis de Cinema de Hong Kong                             | Millor actor                         | Andy Lau                                                                                 | Nominat              |
| 25ns Premis de Cinema de Hong Kong                             | Millor actriu                        | Karen Mok                                                                                | Nominat              |
| 25ns Premis de Cinema de Hong Kong                             | Millor guió                          | Cheung Chi-kwong, Susan Chan                                                             | Nominat              |
| 25ns Premis de Cinema de Hong Kong                             | Millor cançó original                | Cançó: Won't Dare to Next Time (下次不敢) Compositor: Peter Kam Lletra/cantant: Andy Lau | Nominat              |
| 11ns Premis Golden Bauhinia                                    | Millor actor                         | Andy Lau                                                                                 | Nominat              |
| 11ns Premis Golden Bauhinia                                    | Millor guió                          | Cheung Chi-kwong, Susan Chan                                                             | Nominat              |
| 11ns Premis Golden Bauhinia                                    | Actor més popular                    | Andy Lau                                                                                 | Guanyador            |
| 11ns Premis Golden Bauhinia                                    | Les deu millors pel·lícules en xinès | Wait 'til You're Older                                                                   | Guanyador            |
| 12ns Premi de la Societat de la Crítica de Cinema de Hong Kong | Millor actriu                        | Karen Mok                                                                                | Nominat              |